# 信正義雄

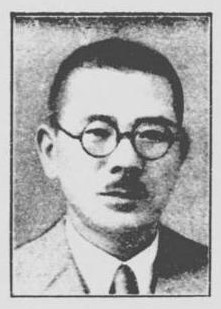
信正義雄

信正 義雄（のぶまさ よしお、1897年（明治30年）8月23日 - 1985年（昭和60年）12月2日）は、大正末から昭和期の弁護士、政治家。衆議院議員、滋賀弁護士会長、大津市会議長。

## 経歴
奈良県出身。1922年（大正11年）関西大学法科を卒業した。大阪府巡査となり警部補に昇進した。
1924年（大正13年）大阪市で弁護士を開業し、その後、大津市に転じた。大津市会議員、同副議長、同議長、滋賀県会議員、同副議長、人事調停委員、商事調停委員、大政翼賛会滋賀県支部組織部長、滋賀県翼賛壮年団長、大津弁護士会長などを務めた。
1942年（昭和17年）4月、第21回衆議院議員総選挙に翼賛政治体制協議会の推薦を受け滋賀県全県区から出馬して当選し、衆議院議員に1期在任した。この間、翼政会政調司法・内閣兼務委員などを務めた。戦後、日本自由党に所属し、その後、公職追放となった。
戦前から戦後にかけて、滋賀弁護士会長に通算6期在任した。

## 親族
- 妻 信正賎子（信正時次郎二女）[3]